# 伊格爾格羅夫 (喬治亞州)
伊格爾格羅夫（英語：Eagle Grove）是位於美國喬治亞州哈特縣的一個人口普查指定地區。

## 地理
伊格爾格羅夫的座標為34°17′46″N 83°00′25″W / 34.29611°N 83.00694°W，而該地最高點為海拔高度251米（即823英尺）。

## 人口
根據2010年美國人口普查的數據，伊格爾格羅夫的面積為4.54平方千米，當中陸地面積為4.48平方千米，而水域面積為0.06平方千米。當地共有人口164人，而人口密度為每平方千米36人。